# 미스터 브랜딩스
《미스터 브랜딩스》(영어: Mr. Blandings Builds His Dream House)는 미국에서 제작된 H. C. 포터 감독의 1948년 로맨틱 코미디 영화이다. 케리 그랜트, 머나 로이 등이 출연하였고, 멜빈 프랭크 등이 제작에 참여하였다.

## 출연진
- 케리 그랜트
- 머나 로이
- 멜빈 더글러스
- 레지널드 데니
- 섀린 모핏
- 코니 마셜
- 루이즈 비버스
- 이언 울프
- 해리 섀넌
- 티토 부올로
- 네스터 페이바
- 제이슨 로바즈 시니어
- 로린 터틀
- 렉스 바커
- 에머리 파넬

크레디트 미기재
- 스탠리 앤드루스
- 로버트 브레이
- 돈 브로디
- 찰스 미들턴
- 댄 토빈
- 프리드리히 폰레데부르

## 기타 제작진
- 세트: 할리 밀러, 대럴 실베라
- 의상: 로버트 캘럭
- 분장: 고든 바우
- 조감독: 앨릭스 핀리슨, 조엘 프리먼